# Namané
Namané  è una città e sottoprefettura della Costa d'Avorio appartenente al dipartimento di Issia. Conta una popolazione di 41 177 abitanti (censimento 2014).